# Akinobu Okada
 (novembre 2024).
Si vous disposez d'ouvrages ou d'articles de référence ou si vous connaissez des sites web de qualité traitant du thème abordé ici, merci de compléter l'article en donnant les références utiles à sa vérifiabilité et en les liant à la section « Notes et références ».
 (juillet 2025).
Akinobu Okada (岡田 彰布, Okada Akinobu), né le 25 novembre 1957 dans l'arrondissement Chūō-ku de la ville d'Osaka, est un joueur japonais de baseball évoluant en Nippon Professional Baseball avec les Hanshin Tigers entre 1980 et 1993.